# Uc de Saint-Circ
Uc de Saint-Circ (fl. 1213-1257) est un troubadour, né dans le Quercy.

## Œuvres
Son importance tient au fait qu'il fut peut-être auteur de nombreuses vidas d’autres troubadours, bien qu'on ne puisse lui attribuer avec certitude que celle de Bernard de Ventadour.
On lui connaît quarante-deux poèmes, dont quinze cansos.
Plusieurs étudiants l'identifient avec Uc Faydit (Hugues l’exilé), l’anonyme auteur des Donatz proensals, la plus ancienne grammaire de la langue occitane aujourd’hui connue.

## Biographie
Uc naît à Thégra, une petite ville située près de Rocamadour. Il est fils d’un seigneur de petite noblesse, Arman de Saint-Circ d’Alzon.
Selon les informations des vidas, le château de son père fut détruit par une guerre pendant la jeunesse d’Uc. C’est pour cette raison que ses frères l’envoient à Montpellier afin qu’il reçoive l'instruction pour devenir prêtre. Là, il découvre la poésie des troubadours, en particulier en apprenant les genres poétiques les plus courants comme la chanson et le sirventès. Il devient jongleur et commence sa vie errante de troubadour, en se mettant au service du comte de Rhodes, avec lequel il part pour la Croisade albigeoise. Il entre en contact avec le dauphin d'Auvergne et d’autres princes locaux.
Il rédige les notices biographiques de Savary Ier de Mauléon et de Bernard de Ventadour.
Il visite la Gascogne, le Poitou, et les royaumes de l’Espagne chrétienne, en particulier la Castille et l’Aragon. Il retourne ensuite en Provence, et puis il déménage définitivement en Italie (1220), visitant la Lombardie et la Vénétie. Il s’établit à Trévise, chez l’importante cour des frères Alberico et Ezzelino da Romano. Il écrit plusieurs poésies pour ses nouveaux protecteurs, mais il crée aussi des anthologies d'œuvres des plus importants parmi les poètes provençaux. Pour les apprendre aux Italiens, il écrit aussi les vidas des troubadours et une grammaire de la langue provençale.